# 陳·湯瑪斯
陳·湯瑪斯（英語：Chan Thomas，1920年—1998年）是一名美國工程師、幽浮學家、古代大災難作家，自稱是通才，他的觀點影響了21世紀的陰謀論者。

## 職業生涯
1963年，湯瑪斯出版了《亞當與夏娃的故事》（The Adam and Eve Story）一書，該書詮釋了《創世記》、幾個聖經之前的傳說和歷史上的地質現象，提出了地球每7,000年就會發生大災難的偽科學說法。這些所謂的大災難包括地球兩極調換位置，造成地震、海嘯和超音速風，摧毀整個文明。他聲稱另一次這樣的事件即將發生。
這本書也宣稱耶穌基督是一位學者，曾住在現今印度納加蘭邦的部落中，他被釘在十字架上後，就被外星人帶走了。
1967年，麥克唐納-道格拉斯公司組成了一小群研究人員，調查有關不明飛行物的報告，目的是發現為這種飛行器提供動力的基礎科學。據報導，湯瑪斯是該小組的四位全職研究員之一。該團隊的主管、航空工程師羅伯特·M·伍德（Robert M. Wood）在大約四十年後為UFO互動網絡撰寫的通訊中寫道，湯瑪斯擁有「極富創意的頭腦」，而且「是一個完全『跳出框架』的思考者。」
湯瑪斯也聲稱自己有超感官知覺（ESP），並撰寫了一本關於這個主題的手冊，還說他曾與外星生命接觸過。詹姆斯·蘭迪批評湯瑪斯預言洛杉磯將在未來的災難中倒下，並指出湯瑪斯很小心地將他的災難定在「2000年到2500年之間。他可以假設自己屆時已安然躺在墳墓中，無法置評。」
中央情報局（CIA）在2013年解密的文件中，有大量摘錄自湯瑪斯的著作《亞當與夏娃的故事》。隨後幾年，陰謀論者在許多病毒式的TikTok影片中重複這本書的說法。一位陰謀論者也在「The Joe Rogan Experience」播客中複述這本書的主張。Media Matters for America的結論是，這種趨勢是更廣泛地將氣候變遷視為人類無法控制的必然災難的一部分，並認為這是一種拒絕氣候變遷的形式。

## 外部連結
- Chan Thomas - The Adam And Eve Story: The History Of Cataclysms at the Internet Archive